# Pelobatoidea
Pelobatoidea – grupa płazów bezogonowych, wyróżniana w niektórych systemach klasyfikacyjnych w randze podrzędu lub nadrodziny, obejmująca rodziny:
- Megophryidae
- Pelobatidae – grzebiuszkowate
- Pelodytidae – nurzańcowate
- Scaphiopodidae

Prawdopodobnie jest to grupa siostrzana dla Neobatrachia. Scaphiopodidae włączana jest przez niektórych autorów do Pelobatidae.